# Nilská kaskáda
Na největší africké řece Nil, započítaje její zdrojnice Modrý a Bílý Nil, se v současnosti nachází celkem sedm vodních nádrží. Nejznámější z nich je Násirovo jezero, jehož přehrada pochází ze 60. let dvacátého století. Přehrady slouží jak na výrobu elektrické energie, tak na zavlažování. Všechny nádrže jsou řazeny od ústí k prameni.

## Seznam
| přehrada                                    | země        | stavba přehrady | max. objem | max. rozloha | max. délka |
| Nil                                         | Nil         | Nil             | Nil        | Nil          | Nil        |
| ------------------------------------------- | ----------- | --------------- | ---------- | ------------ | ---------- |
| Nízká Asuánská přehrada / Stará Asuánská p. | Egypt       | 1889–1902       | 5,3 km³    | 12 km²       | 7 km       |
| Násirovo jezero / Vysoká Asuánská přehrada  | Egypt Súdán | 1960–1971       | 137 km³    | 5250 km²     | 550 km     |
| vodní nádrž Merowe                          | Súdán       | 2004–2009       | 12,5 km³   | 476 km²      | 174 km     |
| Modrý Nil                                   |             |                 |            |              |            |
| vodní nádrž Sennar                          | Súdán       | 1914–1925       | 0,5 km³    | ?            | ?          |
| vodní nádrž Roseires                        | Súdán       | 1961–1966       | 7,4 km³    | 290 km²      | 75 km      |
| Velká přehrada etiopského znovuzrození      | Etiopie     | 2011–2020       | 74 km³     | 1874 km²     | 246 km     |
| Bílý Nil                                    |             |                 |            |              |            |
| vodní nádrž Jebel-Aulia                     | Súdán       | 1933–1937       | 3,5 km³    | ?            | ?          |
| Celkem                                      |             |                 |            |              |            |
|                                             |             | 1889–2020       | 240,2 km³  | 7902 km²     | 1052 km    |

## Galerie
- Mapa povodí Nilu, zasahujícího do dvanácti států
- Vysoká Asuánská přehrada, vpravo Násirovo jezero
- Vodní nádrž Merowe
- Vodní nádrž Sennar
- Vodní nádrž Roseires
- Velká přehrada etiopského znovuzrození 30. ledna 2018
- Velká přehrada etiopského znovuzrození 14. ledna 2022
- Postupné plnění Velké přehrady etiopského znovuzrození
- Vodní nádrž Jebel-Aulia
- Existující a plánované zavodňovací projekty na Modrém Nilu